# Scared to Death
Scared to Death is een Amerikaanse horrorfilm uit 1947 onder regie van Christy Cabanne. Het is een van de drie kleurenfilms waarin Béla Lugosi te zien is en de enige waarin hij de hoofdrol speelt.
De film bevindt zich in het publiek domein.

## Rolverdeling
| Acteur          | Personage                        |
| --------------- | -------------------------------- |
| Béla Lugosi     | Prof. Leonide                    |
| George Zucco    | Dr. Joseph Van Ee                |
| Nat Pendleton   | Bill Raymond                     |
| Molly Lamont    | Laura Van Ee / Laurette La Valle |
| Joyce Compton   | Jane Cornell                     |
| Gladys Blake    | Lilybeth                         |
| Roland Varno    | Ward Van Ee                      |
| Douglas Fowley  | Terry Lee                        |
| Stanley Andrews | Pathologist                      |
| Angelo Rossitto | Indigo                           |
| Lee Bennett     | Rene                             |
| Stanley Price   | Autopsy Surgeon                  |